# Barbara Albert
Barbara Albert (Viena, 22 de septiembre de 1970) es una actriz, guionista, directora de cine y productora austríaca. 

## Biografía
Pertenece a una generación de nuevos cineastas austriacos procedentes de las Escuela de Cine de Viena que han contribuido a darle un nuevo impulso al cine de Austria y que han obtenido el reconocimiento de la crítica en los festivales internacionales.
Cursó estudios de literatura alemana, periodismo y teatro. Realizó una licenciatura en dirección y guion de cine y televisión en la Universidad de Música y Artes escénicas de Viena en 1991. Fue alumna del director de cine Lukas Stepanik. Dirigió Nachtschwalben por el que fue premiada en 1994 en el Festival de Cine Max Ophüls de Saarbrücken.
Durante su etapa de estudiante participó como actriz en varios trabajos bajo la dirección de Natalie Alonso Casale (Memory of the Unknown) y Jörg Kalt. (Crash Test Dummies). Estrenó su primer cortometraje Die Frucht Deines Leibes –traducido: El fruto de tu vientre– en 1996 en el Festival de Venecia, dentro del programa Finestra sulle Immagini. Rodó y publicó varios cortometrajes más. En 1996 obtuvo el premio Carl Mayer «por el tratamiento dado a Nordrand» que le permitió contactar con Erich Lackner productor de Lotus Film. Dos años después en 1998, tenía el presupuesto para su primer largometraje Nordrand. La cinta describe la realidad de los niños y niñas yugoslavos en Viena. Ha sido premiada en varios festivales internacionales y nominada al León de Oro del Festival Internacional de Cine de Venecia en 1999.
En 1999 fundó con Jessica Hausner y Antonin Svoboda la productora independiente Coop 99. Trabajó en la producción de películas a partir de 2007, realizó comedias, sátiras y dramas. Fue cofundadora en 2009 y directora de la Academia de Cine de Austria. En universidades de Austria y de Alemania impartió clases como dramaturga y desde 2013 imparte clases de dirección de largometrajes en la Universidad de Babelsberg Konrad Wolf.

## Filmografía
Filmografía destacada en la que ha intervenido como directora, productora y guionista:
Como directora
- 1991 Der andern eine Grube gräbt
- 1992 Und raus bist du
- 1993 Nachtschwalben (corto).[3]
- 1997 Die Frucht deines Leibes (corto).
  - Premio especial del jurado, Rencontres Henri Langlois Festival International des Écoles de Cinéma Poitiers, (1996)
  - Prix SSR, Festival Internacional de Cine de Locarno, (1997)
  - Diploma de Honor del Jurado, Festival Internacional de Cortometrajes de Cracovia (1997)
  - Mejor Película del Festival, Festival Internacional de Cine de Humboldt (1998)
  - Mejor película narrativa, Ann Arbor Film Festival Michigan (1999).[3]
- 1997 Somewher Else (vídeo). Mejor cortometraje, WIN Femme Film Festival de Los Ángeles, 1999.[3]
- 1998 Slidin' - Alles bunt und wunderbar. Producida por Novotny & Novotny. Mención de Honor, Premio de Cine de Viena, Viennale, 1998 y Mención de Honor, Gran Premio Diagonale, 1999.[3][2]
- 1998 Sonnenflecken (corto).[3]
- 1998- 1999 Nordrand. (dirección y guion).[3][6]
- 2002 Zur Lage: Österreich in sechs Kapiteln (Documental). Producida por Lotus Film.[3][2]
- 2003 Böse Zellen. Producidad por Coop 99.[3][2]
- 2004 Visions of Europe ("Mars").[3]
- 2006 Fallen. (Dirección y producción). Producidad por Coop 99. Premio principal The Flying Ox obtenido en el Festival de arte cinematográfico de Mecklenburg-Vorpommen.[3][2]
- 2012 Die Lebenden. (Dirección, guionista y productora). Producidad por Coop 99.[6][2]
- 2017 Licht. (Dirección y guionista). Nominada a los catorce premios del Festival de Cine de Austria.[6]

Como productora
- 2004: Darwin's Nightmare. (Docuemental).[3]
- 2007: Free Rainer - Dein Fernseher lügt.[6]
- 2007: Immer nie am Meer.[6]
- 2008-2010: Zwischen uns das Paradies.[6]

Guionista
- 2003: Struggle.[6]
- 2003: Auswege. Dirección de Nina Kusturica.[2]
- 2005: Slumming.[6]

## Premios
- Wiener Filmpreis
- Premio del Jurado FIPRESCI (Viennale)
- Best Feature Film (Estocolmo)
- 2012: Premio de Arte de Cine de Austria (Österreichischen Kunstpreis für Film).[2]